# Yūko Mitsuya
Yūko Mitsuya (jap. 三屋　裕子 'Mitsuya Yūko; ur. 29 lipca 1958 w Katsuyamie) – japońska siatkarka.
Była zawodniczką reprezentacji Japonii w 1984 w Los Angeles. Z zespołem zajęła 3. miejsce na tychże igrzyskach olimpijskich w Los Angeles.